# 亞基米夫齊 (拉諾夫齊區)
49°56′51″N 26°2′57″E / 49.94750°N 26.04917°E
亞基米夫齊（烏克蘭語：Якимівці），是烏克蘭的村落，位於該國西部捷爾諾波爾州，由克列梅涅茨區負責管轄，分別距離馬特維伊夫齊3.5公里和尤西基夫齊1.5公里，始建於1566年，面積0.64平方公里，2007年人口463。